# Attila L. Borhidi
Dans le nom hongrois Borhidi Attila, le nom de famille précède le prénom, mais cet article utilise l’ordre habituel en français Attila Borhidi, où le prénom précède le nom.
Attila L. Borhidi, né le 28 juin 1932 à Budapest, est un botaniste hongrois, connu notamment pour ses travaux sur les Rubiaceae du Mexique et sur la végétation de Cuba.

## Publications
Liste non exhaustive
- Phytogeography and vegetatation ecology of Cuba (1991)
- Rubiáceas de México (2006)
- Flora de Guerrero : Coussareae, Gardenieae, Hedyotideae, Mussaendeae, Naucleae, Rondeletieae (Rubiaceae) (2008)